# Вольфганг Менцель

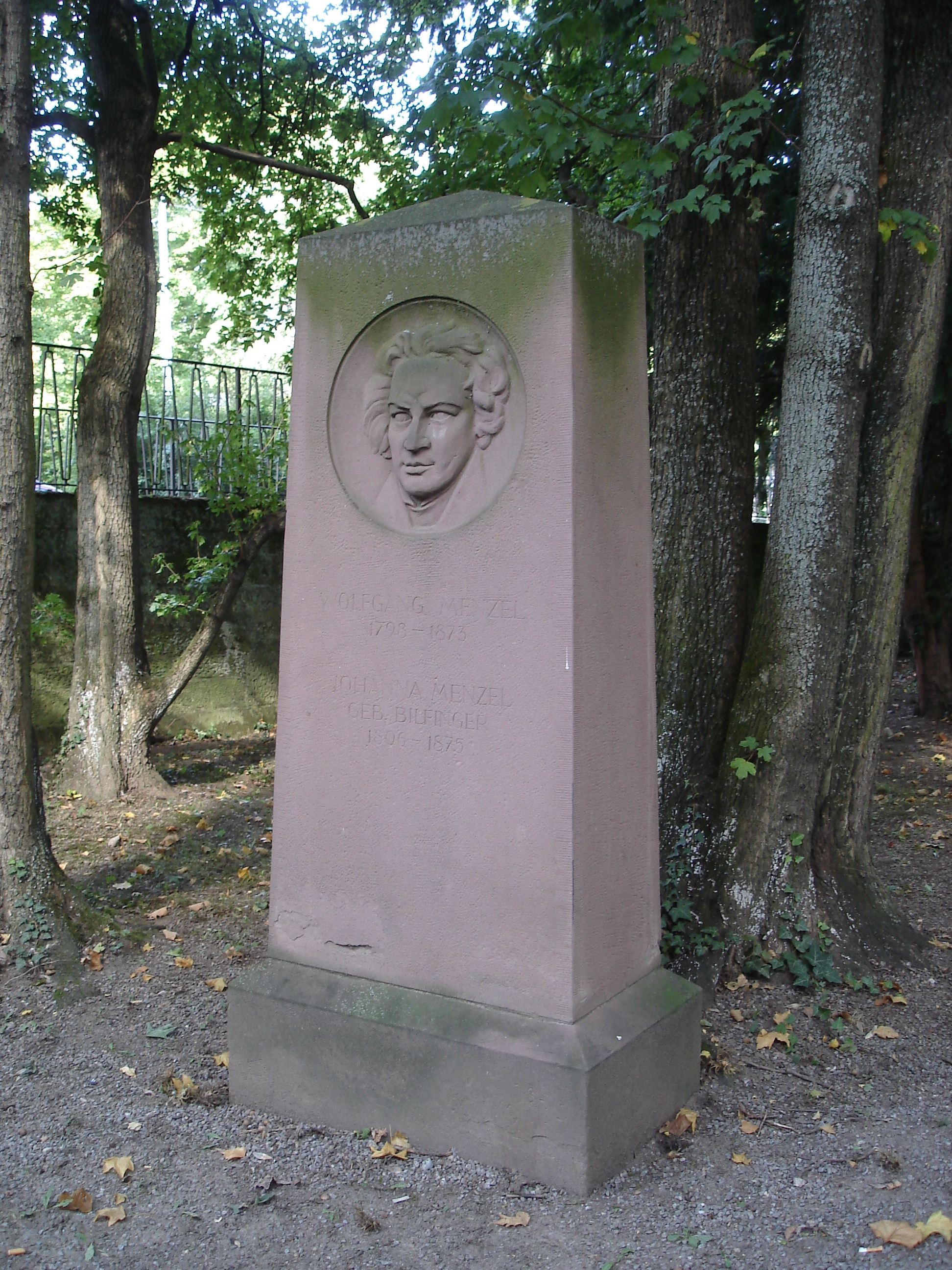
Могила В. Менцеля у Штутгарті

Вольфганг Менцель (нім. Wolfgang Menzel; 26 червня 1798, Валденбург (нині Валбжих Нижньосілезького воєводства, Польща) — 23 квітня 1873, Штутгарт) — німецький поет, письменник, історик літератури і критик.

## Життєпис
Навчався в університетах Вроцлава, Єни і Бонна, деякий час жив у Гейдельберзі, а згодом оселився в Штутгарті, де 1830 — 1838, обирався депутатом Вюртемберзького ландтагу.
Дебютував в 1823 оригінальними сатиричними віршами «Steckvers», в 1824—1825 видавав разом з Фолленом «Europäische Blätter» у Цюріху. В 1825—1848 редагував «Literaturblatt», орган ліберально-консервативної партії в Штутгарті, в якому захищав національно-буршеншафтські ідеї, виступаючи проти «ненімецьких» французько-революційних тенденцій.
Автор двотомника з історії літератури «Literaturgeschichte» (1827) та історії Німеччини «Geschichte der Deutsche» (3 томи, 1824—1825, див. ).
У своїй «Німецькій літературі» критикував Гете за його «аморальність». Отримав сумну популярність своїми виступами проти «Молодої Німеччини», політичного і літературного руху в Німеччині XIX століття, як оплоту «аморальності» і «антихристиянських» устремлінь. Виступ В. Менцеля викликав постанову німецької союзної ради про заборону творів «Молодої Німеччини».
Менцель є також автором казок («Rubezahl», 1829, «Narzissus», 1830), роману з епохи Тридцятирічної війни («Furore», 1851, 2 томи), ряду історичних та історико-літературних робіт (в тому числі про австро-прусську війну 1866 і французько-прусську війну 1870—1871).
У 1866 його політичні симпатії змінилися і він почав виступати проти партикуляризму прусських юнкерів і профспілкового руху в Південній Німеччині.
Менцель був різким противником нововведень в поезії, і зокрема, Генріха Гейне. Згодом Гейне опублікував проти Менцеля свій відомий памфлет «Über den Dennunzianten», а Л. Бьорне — «Менцель-французоїд» (Menzel der Franzosenfresser, 1837).
Помер 23 квітня 1873 у Штутгарті. Бібліотека Менцеля, що складається 18 000 томів, після його смерті була придбана для Страсбурзького університету.